# Grans Maratons del Món
Les Grans Maratons del Món (conegut originalment com a World Marathon Majors (WMM) i actualment com Abbot World Marathon Majors (AWMM) pel nom del seu patrocinador), és una competició de campionat per als corredors de marató que va començar l'any 2006. Inclou les sis curses anuals de les considerades millors maratons del món:
- Marató de Nova York, Estats Units
- Marató de Boston, Estats Units
- Marató de Chicago, Estats Units
- Marató de Berlín, Alemanya
- Marató de Londres, Regne Unit
- Marató de Tòquio, Japó (des de 2013)[1][2]

També inclou dues curses que no se celebren cada any:
- Marató del Campionat del Món d'Atletisme, organitzat per la IAAF, cada dos anys (anys senars).
- Marató dels Jocs Olímpics d'Estiu, cada quatre anys (anys de traspàs).